# Тітовка (Шарлицький район)
Тіто́вка (рос. Титовка) — село у складі Шарлицького району Оренбурзької області, Росія.

## Населення
Населення — 231 особа (2010; 376 у 2002).
Національний склад (станом на 2002 рік):
- росіяни — 93 %